# Mas de Folch (Constantí)
El Mas de Folch és una masia de Constantí (Tarragonès) protegida com a bé cultural d'interès local.

## Descripció
El Mas de Folch també era conegut com a mas de Saura, de Bonald o de l'Aimat.
Presenta una planta quadrada perfecta, d'11 x 11 m. Tipològicament consta de planta baixa, on es troba la gran cuina; pis noble, on estan les cambres de dormir i el menjador; i les golfes. La façana està tota recoberta de maons damunt els quals s'havia fet originàriament un recobriment de manises característic de l'estil modernista. Es va decidir que sense recobrir tenia més aspecte de masia. La porta d'accés presenta un arc rebaixat amb finestres als seus costats. Molt interessant és la torratxa que s'aixeca damunt de la teulada, rectangular amb tres ulls davant i darrere i un a banda i banda del rectangle, el recobriment de la teulada li dona un cert aspecte oriental.
Aquesta finca va ser segregada del mas del Barber. Està situada a les Puntes, a la vora esquerra de la riera de Boella, sota la carretera de Reus.